# Міст Трьох Країн
47°35′30″ пн. ш. 7°35′25″ сх. д. / 47.591666666667° пн. ш. 7.5902777777778° сх. д.
Міст трьох країн (нім. Dreiländerbrücke, фр. La passerelle des Trois Pays) — арковий міст, який перетинає Рейн між комуною Унінг (Франція) і Вайль-на-Рейні (Німеччина), у межах Базеля (Швейцарія). Це найдовший у світі однопролітний міст, призначений виключно для пішоходів і велосипедистів. Його загальна довжина становить 248 м, а головний проліт — 229,4 м.
Його назва походить від розташування мосту між Францією, Німеччиною та Швейцарією (відстань приблизно 200 м). Його спроєктував франко-австрійський архітектор Дітмар Файхтінгер.

## Розташування
Першу переправу в цьому місці, побудовану біля замку Унінг, зруйнували французькі війська в 1797 році.
Міст трьох країн розташований саме на тому місці, де 20 жовтня 1944 року понтонний міст Унінг був зруйнований запальними бомбами союзників. З того часу і до відкриття Пальмрайнбрюкке для автомобільного транспорту в 1979 році німецьке федеральне шосе № 532 закінчувалося тут автомобільною поромною переправою. Щоб не закривати вид з площі Аббатуччи (центральна площа Унінг) уздовж Ру-де-Франсе і через річку на Гауптштрассе Вайль-на-Рейні на протилежному боці (і навпаки); міст побудований на північ від лінії цих доріг.

## Будівництво
Міст є арковим мостом із центральною смугою та має 229 м і є найдовшим у світі пішохідним мостом. Його загальна довжина становить 248 м без пандусів для транспортних засобів. Підйом арки становить лише 20 м, найвища точка лежить приблизно на 25 м над водою, а настил мосту приблизно на 14 м нижче найвищої точки. У поперечному розрізі опорна конструкція асиметрична. Міст спроєктував архітектор Дітмар Файхтінгер у співпраці з «Büro LAP Leonhardt Andra & Partner» (Берлін/Штутгарт).
Для будівництва мосту знадобилося 1012 тонн сталі, 1798 м³ бетону та 805 м тросів 30 і 60 см в діаметрі. Вартість будівництва становила дев'ять мільйонів євро, які були профінансовані грантами Європейського Союзу, землі Баден-Вюртемберг, департаменту Верхній Рейн і двох сусідніх громад.
Міст був зібраний неподалік в Унінгу, а потім транспортований 26 листопада 2006 року на його поточне місце. Міст відкрили для публіки 30 березня 2007 року, а офіційно — в ніч проти 1 липня 2007 року.
У 2008 році він був нагороджений Німецькою премією з будівництва мостів (Deutscher Brückenbaupreis).

## Виноски
1. ↑  Пірмонтський міст[en] через гавань Дарлінг[en] у Сіднеї, Австралія, довший, але раніше по ньому проходив автомобільний транспорт і монорейкова дорога.